# Cambra dels Diputats
Cambra dels Diputats (italià Camera dei Deputati) és una de les dues assemblees parlamentàries del Parlament d'Itàlia, juntament amb el Senat de la República.
Segons l'art. 56 de la Constitució d'Itàlia, consta de 630 membres (diputats), escollits per circumscripcions. El càrrec de diputat és exclusivament electiu per sufragi universal i directe dels ciutadans major d'edat per un període de 5 anys, llevat que la seva dissolució provoqui eleccions anticipades. A diferència del Senat, que demana edat mínima de 40 anys per a ser escollit, l'edat mínima és de 25 anys.
La seu és el Palazzo Montecitorio, on hi és des del 1871, quan Roma fou proclamada capital d'Itàlia. Del 1848 al 1865 ho fou el Palazzo Carignano de Torí, i el Palazzo Vecchio de Florència ho fou de 1865 a 1871. Del 1939 al 1943, durant la dictadura de Benito Mussolini, fou substituïda per la Camera dei Fasci e delle Corporazioni.

## Sistema d'elecció a la Cambra
Segons la vigent llei electoral, la Cambra dels Diputats és escollida mitjançant un sistema proporcional particular, ja que hi ha uns escons proporcionals que es reparteixen entre les llistes i coalicions que obtenen almenys el 10% dels vots vàlids i la resta entre les que obtenen almenys el 2%. Les llistes que no participen en cap coalició hi participen també, sempre que obtinguin almenys el 4% dels vots a nivell nacional. Fins i tot, és previst una repesca dels dos primers partits dels vots dels partits que no arribin als mínims requerits.
Originàriament, l'Estatut Albertí i la Constitució republicana preveien un nombre de diputats variable basant-se en la població de cada circumscripció. Actualment són 630. La primera llei electoral, que era la de l'antic Regne de Sardenya, preveia l'elecció del parlament italià mitjançant un escrutini majoritari a dues voltes, amb el país dividit en tantes circumscripcions com escons de l'Assemblea. El 1919 fou modificada per un sistema proporcional de llistes. El feixisme imposà el 1924 la Llei Acerbo, que establia un fort premi de majoria, (2/3 dels diputats) a la llista més votada, i el 1929 un sistema plebiscitari l'aprovació del qual justificava l'elecció exclusiva dels candidats del règim.
A la caiguda del feixisme es va escollir una Assemblea Constituent el 1946 que va permetre un retorn a la llei electoral de repartiment proporcional. A les eleccions legislatives italianes de 1994 es passà del proporcional a un nou sistema prevalentment majoritari (Llei Mattarella): el 75% dels escons (475) eren escollits pel sistema majoritari en cadascun dels 475 col·legis electorals italians uninominals elegits si obté la majoria dels vots, mentre que el 25% d'escons restants són elegits per un sistema proporcional, corregit amb un mecanisme per a afavorir els partits derrotats als col·legis uninominals, sempre que hagin superat el 4% dels vots.
A les eleccions legislatives italianes de 2006 es va aplicar una nova llei electoral, sense possibilitat d'indicar preferència entre els candidats d'una sola llista, corregida amb un premi per a la coalició de majoria relativa (obté 340 escons), i s'assenyala per primer cop dels escons per als elegits dels ciutadans residents a l'estranger.

## Òrgans parlamentaris
Els principals òrgans de la Cambra de Diputats
- L'Ofici de la Presidència (art. 5 y 12 Rgl) és format pel president, 4 viceopresident, tres questors i 8 diputats secretaris, que col·laboren amb el president per a assegurar la regularitat de les votacions a l'Assemblea.. El nombre de diputats secretaris pot augmentar a fi de consentir la presència de tots els grups parlamentaris a l'Ofici de la Presidència.

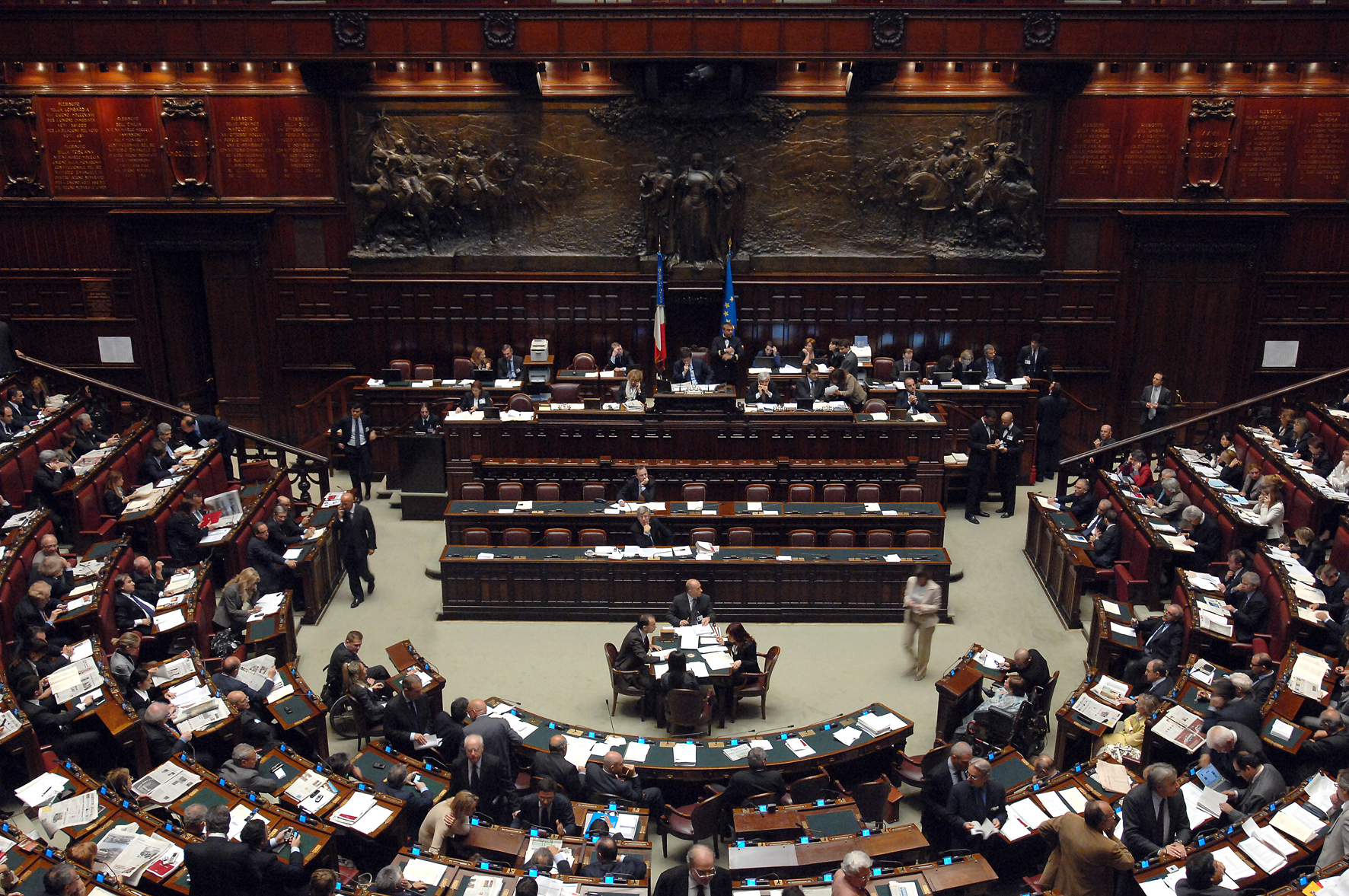
L'aula del Palazzo Palazzo Montecitorio

- Col·legi de Questors és format els 3 diputats cuestors actuen de manera col·legiada i s'encarreguen del bon funcionament de l'Administració, de les cerimònies, del manteniment de l'ordre i de la seguretat a la Cambra, segons les disposicions del President.
- Grups parlamentaris Els diputats s'agrupen segons la seva orientació política. És previst un grup mixt que recull aquells que no formen part d'un grup d'almenys 20 diputats o que no s'inscriuen en cap grup. Cada grup és un òrgan directiu i escull un president. Els presidents dels grups parlamentaris es reuneixen per a decidir el treball a la Cambra, en la Conferència de Presidents, participen en les consultes del president d'Itàlia per a formar govern. Hom poden ser-ne expulsats i passar al grup mixt.
- Conferència de Presidents de Grup és presidida pel President de la Cambra i constituïda pels presidents de grups parlamentaris. El govern hi envia un representant a les seves reunions. Marca el calendari de treball de la cambra, la seva programació, etc.
- L'Assemblea és constituïda per tots els diputats reunits, que organitzen el seu propi treball segons un calendari constituït a l'ordre del dia. A les reunions de l'Assemblea hi participa el govern amb els ministres.
- Hi ha 14 Comissions permanents afers constitucionals, justícia, afers exteriors, defensa, finances i tresor, cultura i educació, medi ambient, transports i comunicacions, activitat productiva, treball, afers socials, agricultura i Unió Europea.
- Dues Comissions especials, una per als projectes de llei de conversió, i una altra pels jurats d'honor en cas que un diputat se sentís ferit en el seu honor en una acusació durant una discussió parlamentària.

## Les Juntes
Els seus membres són nomenats pel president de l'Assemblea, buscant el respecte al criteri de proporcionalitat entre els grups parlamentaris. Hi ha una junta per a les eleccions, per a les autoritzacions de procediment i pels afers de la UE. Les conjuntes amb el Senat són una per al reglament, per a les eleccions i immunitat parlamentària i una pels afers comunitaris.

## Les Comissions d'enquesta
Tenen com a missió indagar sobre els esdeveniments que són d'importància clara per a l'Estat. La majoria són mixtes bicambrals. La funció, prevista a l'art. 82 de la Constitució, són desenvolupades amb suport dels jutges penals, però priven la possibilitat de formular-ne una condemna.
A la fi de la seva tasca presenten un informe al Parlament, qui podrà prendre mesures legislatives o destituir els ministres que no han actuat correctament. Un exemple és la instituïda pel ‘'fenomen de la criminalitat organitzada, per a la lluita contra la màfia.